# 江北站 (吉林省)
江北站是一座中国铁路车站。位于吉林省吉林市龙潭区承德街，于1938年建成启用。目前为沈阳铁路局管辖的客货运二等站。长图铁路、吉舒铁路在此经过。

## 使用情况
2009年9月1日至2011年8月27日这段期间，因吉林站封站改造，客运业务由吉林西站、江北站办理。
2011年8月27日22时，哈尔滨东至江北6022次旅客列车终到江北站后，江北站停办客运业务。
2011年8月28日，吉林站站房全部投入使用，吉林市江北站和西站分流业务停止。